# Copa israeliana de futbol
La copa israeliana de futbol, anomenada oficialment Copa de l'Estat (en hebreu: גביע המדינה, Gvia HaMedina) és la segona competició futbolística en importància d'Israel.
La competició s'inicià el 1922, però fins al 1927 tots els campionats foren guanyats per clubs britànics i actualment no són reconeguts per la Federació com a campions d'Israel.

## Historial
Font:

### Campionats no oficials
- 1922:  Lancashire Troop
- 1923:  Air Fleet Ramla
- 1924:  Royal Air Force
- 1925:  Royal Air Force
- 1926:  Royal Air Force
- 1927:  Royal Air Force

Magen Shimshon
- 1923:  Maccabi Nes Tziona
- 1924:  Maccabi Nes Tziona
- 1925:  Maccabi Tel Aviv
- 1926:  Maccabi Tel Aviv
- 1927:  Maccabi Haifa

### Copa del Poble
En cursiva els campions no oficials durant la guerra (no reconeguts per la Federació)
- 1928:  Hapoel Tel Aviv (1) /
  Maccabi Hashmonai Jerusalem (1)[b]
- 1929:  Maccabi Tel Aviv (1)
- 1930:  Maccabi Tel Aviv (2)
- 1931: No es disputà
- 1932:  British Police (1)
- 1933:  Maccabi Tel Aviv (3)
- 1934:  Hapoel Tel Aviv (2)
- 1935:  Maccabi Petah Tikva (1)
- 1936: No es disputà
- 1937:  Hapoel Tel Aviv (3)
- 1938:  Hapoel Tel Aviv (4)
- 1939:  Hapoel Tel Aviv (5)
- 1940:  Beitar Tel Aviv (1)
- 1941:  Maccabi Tel Aviv (4)
- 1942:  Beitar Tel Aviv (2)
- 1943:  Gunners[c]
- 1944-45:  Hapoel Tel Aviv[d]
- 1946:  Maccabi Tel Aviv (5)
- 1947:  Maccabi Tel Aviv (6)

### Copa de l'Estat d'Israel
- 1947-49: No es disputà[e]
- 1949-51: No finalitzà[f]
- 1951-52:  Maccabi Petah Tikva (2)
- 1952-53: No es disputà
- 1953-54:  Maccabi Tel Aviv (7)
- 1954-55:  Maccabi Tel Aviv (8)
- 1955-56: No finalitzà[g]
- 1956-57:  Hapoel Petah Tikva (1)
- 1957-58:  Maccabi Tel Aviv (9)
- 1958-59:  Maccabi Tel Aviv (10)
- 1959-60: No es disputà
- 1960-61:  Hapoel Tel Aviv (6)
- 1961-62:  Maccabi Haifa (1)
- 1962-63:  Hapoel Haifa (1)
- 1963-64:  Maccabi Tel Aviv (11)
- 1964-65:  Maccabi Tel Aviv (12)
- 1965-66:  Hapoel Haifa (2)
- 1966-67:  Maccabi Tel Aviv (13)
- 1967-68:  Bnei Yehuda Tel Aviv (1)
- 1968-69:  Hakoah Ramat Gan (1)
- 1969-70:  Maccabi Tel Aviv (14)
- 1970-71:  Hakoah Ramat Gan (2)
- 1971-72:  Hapoel Tel Aviv (7)
- 1972-73:  Hapoel Jerusalem (1)
- 1973-74:  Hapoel Haifa (3)
- 1974-75:  Hapoel Kfar Saba (1)
- 1975-76:  Beitar Jerusalem (1)
- 1976-77:  Maccabi Tel Aviv (15)
- 1977-78:  Maccabi Netanya (1)
- 1978-79:  Beitar Jerusalem (2)
- 1979-80:  Hapoel Kfar Saba (2)
- 1980-81:  Bnei Yehuda Tel Aviv (2)
- 1981-82:  Hapoel Yehud (1)
- 1982-83:  Hapoel Tel Aviv (8)
- 1983-84:  Hapoel Lod (1)
- 1984-85:  Beitar Jerusalem (3)
- 1985-86:  Beitar Jerusalem (4)
- 1986-87:  Maccabi Tel Aviv (16)
- 1987-88:  Maccabi Tel Aviv (17)
- 1988-89:  Beitar Jerusalem (5)
- 1989-90:  Hapoel Kfar Saba (3)
- 1990-91:  Maccabi Haifa (2)
- 1991-92:  Hapoel Petah Tikva (2)
- 1992-93:  Maccabi Haifa (3)
- 1993-94:  Maccabi Tel Aviv (18)
- 1994-95:  Maccabi Haifa (4)
- 1995-96:  Maccabi Tel Aviv (19)
- 1996-97:  Hapoel Be'er Sheva (1)
- 1997-98:  Maccabi Haifa (5)
- 1998-99:  Hapoel Tel Aviv (9)
- 1999-00:  Hapoel Tel Aviv (10)
- 2000-01:  Maccabi Tel Aviv (20)
- 2001-02:  Maccabi Tel Aviv (21)
- 2002-03:  Hapoel Ramat Gan (1)
- 2003-04:  Bnei Sakhnin (1)
- 2004-05:  Maccabi Tel Aviv (22)
- 2005-06:  Hapoel Tel Aviv (11)
- 2006-07:  Hapoel Tel Aviv (12)
- 2007-08:  Beitar Jerusalem (6)
- 2008-09:  Beitar Jerusalem (7)
- 2009-10:  Hapoel Tel Aviv (13)
- 2010-11:  Hapoel Tel Aviv (14)
- 2011-12:  Hapoel Tel Aviv (15)
- 2012-13:  Hapoel Ramat Gan (2)
- 2013-14:  Ironi Kiryat Shmona (1)
- 2014-15:  Maccabi Tel Aviv (23)
- 2015-16:  Maccabi Haifa (6)
- 2016-17:  Bnei Yehuda Tel Aviv (3)
- 2017-18:  Hapoel Haifa (4)
- 2018-19:  Bnei Yehuda Tel Aviv (4)
- 2019-20:  Hapoel Be'er Sheva (2)
- 2020–21:  Maccabi Tel Aviv (24)
- 2021–22:  Hapoel Be'er Sheva (3)
- 2022–23:  Beitar Jerusalem (8)
- 2023–24:  Maccabi Petah Tikva (3)